# Amadeu VI de Savoia

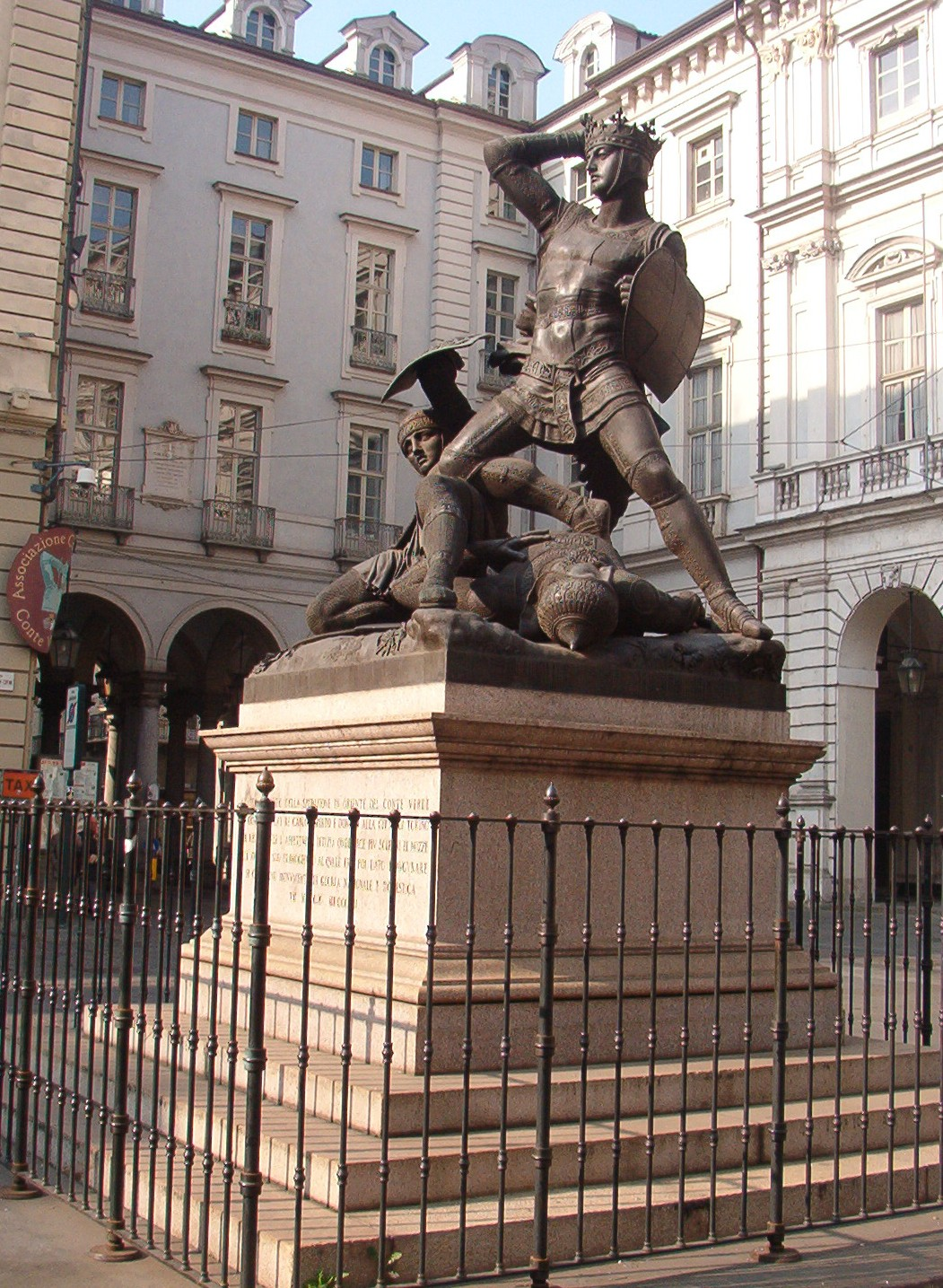
Estàtua d'Amadeu VI de Savoia a la ciutat de Torí.

Amadeu VI de Savoia, anomenat el comte verd, (Chambéry, Savoia 4 de gener 1334 - Campobasso, 1 de març 1383) fou comte de Savoia entre 1343 i 1383.

## Antecedents familiars
Va néixer el 4 de gener de 1334 a la ciutat de Chambéry, capital del comtat de Savoia, sent el fill primogènit del comte Aimone de Savoia i Violant de Montferrat. Era net per línia paterna d'Amadeu V de Savoia i Sibil·la de Bresse, i per línia materna de Teodor Paleòleg de Montferrat i Argentina Spinola. Va morir l'1 de març de 1383 prop de Campobasso a conseqüència d'una plaga durant la seva intervenció al Regne de Nàpols.
El seu sobrenom de el comte verd correspon als vestits d'aquest color que acostumava a dur.

## Núpcies i descendents
Es casà el 1355 a la ciutat de Chambéry amb Bona de Borbó, filla del duc Pere I de Borbó i Isabel de Valois. D'aquesta unió nasqueren:
- Una filla morta al néixer (1358)
- Amadeu VII de Savoia (1360-1391), comte de Savoia
- Lluís de Savoia (1362-1365)

## Ascens al tron comtal
A la mort del seu pare, ocorreguda el 1343, fou nomenat comte de Savoia. El 1349 Humbert II de Viena va lliurar el seu títol i principat a Carles de Valois, fill i hereu de Joan II de França. Amadeu, atent al possible expansionisme francès va declarar la guerra al Regne de França, al qual va derrotar el 1354. Mitjançant la signatura d'un Tractat a París es va acordar el domini francès del Delfinat a canvi del reconeixement com a sobirà de Faucigny, del Comtat de Gex i del Comtat de Ginebra.
L'any 1365 Amadeu VI va assolir obtenir el títol de "vicari perpetu i hereditari de l'Imperi de l'antic Regne d'Arle" de mans de l'emperador Carles IV en ruta a Chambéry, que li permeté exigir l'homenatge als bisbes de la Tarentaise, Maurienne Belley, Sion i Ginebra.
S'enfrontà al seu parent Jaume del Piemont pel control del Piemont, arribant a un acord el 1357. Combaté contra els marquesos de Montferrat i ajudà el 1366 el seu cosí l'emperador romà d'Orient Joan V Paleòleg, derrotant els búlgars i frenant la marxa dels turcs a Gallipoli.
El 1381 va intervenir en la finalització de la Guerra de Chioggia entre la República de Gènova i la República de Venècia. Posteriorment, el papa Climent VII va persuadir Amadeu VI d'acompanyar a Lluís I d'Anjou en la seva campanya contra el Regne de Nàpols, conquerint el 1382 les poblacions d'Abruços i Pulla.